# Pralnia i łaźnia w Katowicach-Giszowcu
Pralnia i łaźnia w Katowicach-Giszowcu – zabytkowy budynek dawnej pralni i łaźni w Katowicach, na terenie dzielnicy Giszowiec, przy ul. Radosnej 35, powstały wraz z budową osiedla patronackiego Giszowiec w latach 1907–1910. Został on zaprojektowany przez Georga i Emila Zillmannów. Budynek pierwotnie pełnił funkcję pralni dla rodzin górników, a także łaźni dla kobiet i dzieci górników oraz dla rodzin urzędniczych osiedla. Dnia 18 sierpnia 1978 roku budynek ten wraz z całym układem urbanistycznym osiedla został wpisany do rejestru zabytków.

## Historia

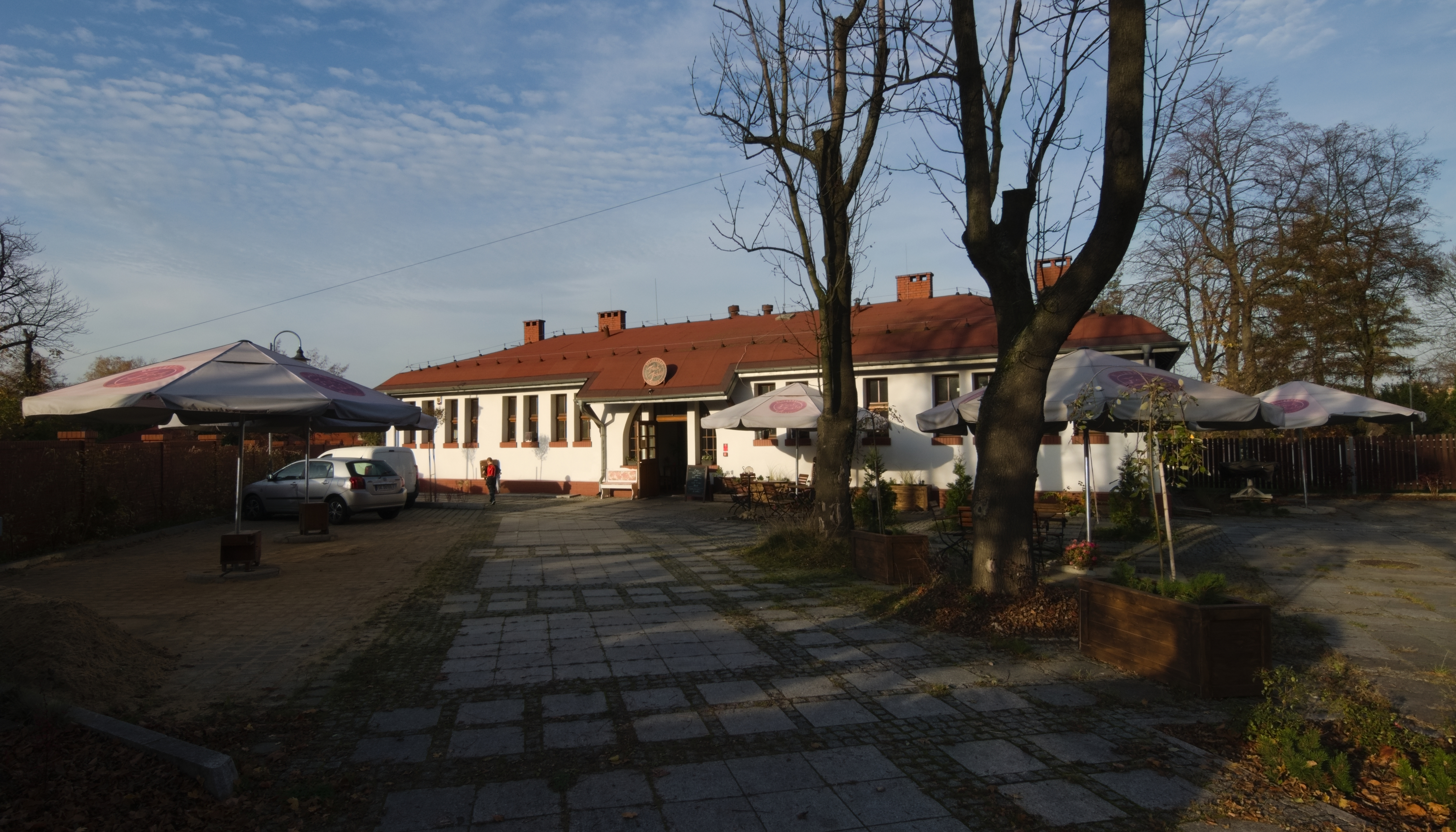
Widok od ulicy Radosnej (2022)

Kompleks pralni i łaźni powstał do 1910 roku wraz z całym osiedlem patronackim Giszowiec z inicjatywy ówczesnego dyrektora generalnego spółki Georg von Giesches Erben – Antona Uthemanna. Został on zaprojektowany przez Georga i Emila Zillmannów z Charlottenburga koło Berlina.
W związku z ochroną nowo powstałych budynków robotniczych przez zniszczeniem z powodu nadmiaru wilgoci, a także celem uniknięcia uciążliwości związanych z praniem i suszeniem w domach, zakazano tych czynności. Zamiast tego, dla rodzin domów robotniczych powstała osiedlowa pralnia, która umożliwiała wykonanie prania, suszenia oraz maglowania w czasie około trzech godzin. Powstała również łaźnia, która była przeznaczona dla żon i dzieci górników, a także dla rodzin urzędników. Korzystanie z pralni i łaźni było bezpłatne.
W latach 60. XX wieku, w związku z powstaniem w Giszowcu kopalni „Staszic”, zadecydowano o wyburzeniu unikatowego osiedla i postawieniu w jego miejscu nowego kompleksu złożonego z wielokondygnacyjnych bloków mieszkalnych. Na przełomie lat 60. i 70. XX wieku rozpoczęto wyburzanie osiedla Giszowiec. Wyburzeniu groziło całe osiedle, dlatego też rozpoczęto działania celem jej uratowania. Przetrwała jedynie jedna trzecia części zabytkowej zabudowy. 18 sierpnia 1978 roku budynek ten wraz z całym układem urbanistycznym wpisano do rejestru zabytków.
Budynek dawnej łaźni w części frontowej od lat 90. XX wieku pełni funkcje gastronomiczne. W tym czasie funkcjonował bar Kameleon, a po remoncie restauracja Rybka. W grudniu 2016 roku przeprowadzono renowację budynku, a tylne zabudowania gospodarcze rozbudowano. Obecnie, według stanu z listopada 2020 roku, w przedniej części funkcjonuje restauracja Fest Jodło, w tylnej części urządzono halę sportową dla Zapaśniczego Klubu Sportowego Tytan 92, a w dawnych zabudowaniach gospodarczych działa XVI Szczep Harcerski Związku Harcerstwa Polskiego.

## Architektura
Budynek dawnej pralni i łaźni zlokalizowany jest na osiedlu patronackim Giszowiec, przy ulicy Radosnej 35a. Został on zaprojektowany przez Georga i Emila Zillmannów z Charlottenburga.
Główne, duże pomieszczenie pralni zostało doświetlone, a także zadbano o jego przewietrzenie. Podłoga została pokryta asfaltem. Pralnię wyposażono w 32 stanowiska do prania z nieckami, obok których zainstalowano kotły do gotowania bielizny. Do tych urządzeń była doprowadzana zimna i gorąca woda. Pranie było później suszone w elektrycznych suszarkach odśrodkowych. Później bielizna była suszona w zamykanych szafach, po czym trafiało do elektrycznego magla. W budynku pralni przewidziano również miejsce z poczekalnią dla dzieci, gdzie mogły one przebywać pod stałym nadzorem. Obecnie większość wyposażenia dawnej pralni znajduje się w Dziale Etnologii Miasta Muzeum Historii Katowic w Nikiszowcu.
Łaźnia w budynku była przeznaczona dla żon i dzieci robotników, a także dla rodzin urzędników. Składała się ona z ośmiu pryszniców i czterech wanien. Ściany w pomieszczeniach łaźni wybudowano z płytek ze szkła zbrojonego.